# Álvaro Jaén
Álvaro Jaén Barbado (Madrid, 9 de diciembre de 1981) es un politólogo y político español de Podemos, exdiputado en la Asamblea de Extremadura por Unidas por Extremadura.

## Biografía
Hijo de emigrantes extremeños en Madrid, Álvaro Jaén es licenciado en Ciencias Políticas por la Universidad Complutense de Madrid.
Antes de incorporarse a Podemos, y sin experiencia política previa conocida, tuvo una  vida laboral como administrativo, jornalero o profesor sustituto. En febrero de 2015 las bases del partido lo escogieron como secretario general de Podemos en Extremadura, siendo igualmente designado candidato a la presidencia de la Junta en abril del mismo año.
En noviembre de 2016 fue reelegido secretario general de Podemos en Extremadura. Su mandato orgánicoconcluyó en 2020, siendo sustituido por Irene de Miguel en el cargo. Fue diputado en la Asamblea de Extremadura hasta 2023. En la actualidad es concejal en el Ayuntamiento de Cáceres.